# 顧如華
顧如華，湖廣省漢陽府漢川縣（今湖北省漢川縣）人，清朝政治人物，同進士出身。
順治六年（1649年），登進士三甲二一二名進士，授直隸廣平府廣平縣知縣。順治十五年，任山東道試監察御史，隨即實授。順治十七年，改四川巡按御史。